# Vệ Ý công
Vệ Ý công (chữ Hán: 衞懿公; trị vì: 668 TCN-660 TCN), tên thật là Cơ Xích (姬赤), là vị vua thứ 18 của nước Vệ – chư hầu nhà Chu trong lịch sử Trung Quốc.
Vệ Ý công là con của Vệ Huệ công – vua thứ 16 nước Vệ. Năm 669 TCN, Vệ Huệ công mất, Cơ Xích lên nối ngôi, tức là Vệ Ý công.
Năm 666 TCN, Tề Hoàn công mang quân đánh Vệ. Vệ Ý công không chống nổi, bị thua trận, phải lấy của cải tạ lỗi với nước Tề để Tề Hoàn công rút quân.
Vệ Ý công thích chơi chim hạc, hết sức chiều chuộng và hậu đãi, tốn nhiều tiền của. Điều đó khiến người nước Vệ bất bình.
Năm 660 TCN, nước Địch mang quân đánh nước Vệ. Người trong nước không ủng hộ Vệ Ý công nên tình hình bất lợi. Ông ủy thác việc chống giữ cho Thạch Kỳ và Ninh Trang Tử, sai Cừ Khổng và Tử Bá ra trận. Quân Vệ đánh nhau với quân Địch ở Huỳnh Trạch, bị thua to. Quân Vệ tan vỡ. Do Vệ Ý công không bỏ cờ đại bái, quân nước Địch theo chỗ có cờ xông đến giết chết Ý công.
Vệ Ý công làm vua được 9 năm. Do người nước Vệ không có thiện cảm với Vệ Huệ công giết các anh tranh ngôi, không muốn lập lại dòng dõi của Huệ công nên Tống Hoàn công lập con công tử Ngoan (em cùng mẹ Cấp Tử) là Cơ Thân lên nối ngôi, tức là Vệ Đái công.